# Communauté de communes de la Côte Vermeille
Die Communauté de communes de la Côte Vermeille war ein französischer Gemeindeverband (Communauté de communes) im Département Pyrénées-Orientales der Region Languedoc-Roussillon. Er wurde am 31. Oktober 2001 gegründet.
Am 1. Januar 2007 fusionierte die Communauté de communes de la Côte Vermeille mit der benachbarten Communauté de communes des Albères zur neuen Communauté de communes des Albères et de la Côte Vermeille.

## Mitglieder
1. Banyuls-sur-Mer
2. Cerbère
3. Collioure
4. Port-Vendres

## Quelle
- Le SPLAF - (Website zur Bevölkerung und Verwaltungsgrenzen in Frankreich (frz.))